# August Gier
August Gier (* 24. Dezember 1848 in Schönlancke; † 18. August 1903 in Hofheim am Taunus) war ein deutscher Bauingenieur und Eisenbahnbaumeister.

## Leben
August Gier war Sohn eines Architekten, machte 1868 Abitur in München und war anschließend Eleve bei der Halle-Sorau-Gubener Eisenbahn. Von 1869 bis 1873 studierte er an der Berliner Bauakademie mit Abschluss als Bauführer. 1870/71 unterbrach er das Studium für den Kriegsdienst. Nach dem Studium war er bis 1878 bei der Bergisch-Märkischen Eisenbahn praktisch tätig und machte 1879 die Baumeisterprüfung im Bauingenieurfach. Es folgten Tätigkeiten beim Stadtbahnbau in Berlin, beim Ahrtal-Bahnbau und beim Eisenbahnbetriebsamt in Köln. 1889 wurde er Eisenbahn-Bau- und Betriebs-Inspektor in Cottbus und übernahm später die Leitung beim Bau der Hagenow-Oldensloer Eisenbahn. 1895 wurde er Regierungs- und Baurat, Leiter der Entwicklungs- und Bauabteilung der Hochbahn in Berlin bei Siemens & Halske. Aus Gesundheitsgründen trat er 1899 in den Ruhestand.